# ديفيد توماس (جغرافي)
ديفيد توماس (بالإنجليزية: David Thomas)‏ هو جغرافي بريطاني، ولد في 1958 في دوفر في المملكة المتحدة.

## وصلات خارجية
- الموقع الرسمي